# Melanostoma quadrifasciatum
Melanostoma quadrifasciatum är en tvåvingeart som beskrevs av Charles Howard Curran 1928. Melanostoma quadrifasciatum ingår i släktet gräsblomflugor, och familjen blomflugor. Inga underarter finns listade i Catalogue of Life.